# کیتولگودا
کیتولگودا (به لاتین: Kithulgoda) یک منطقهٔ مسکونی در سری‌لانکا است که در استان غربی، سری‌لانکا واقع شده‌است.